# Saratoga (Califórnia)
Saratoga é uma cidade localizada no estado americano da Califórnia, no condado de Santa Clara. Foi incorporada em 22 de outubro de 1956.

## Geografia
De acordo com o United States Census Bureau, a cidade tem uma área de 32,1 km², onde todos os 32,1 km² estão cobertos por terra.

### Localidades na vizinhança
O diagrama seguinte representa as localidades num raio de 16 km ao redor de Saratoga.

## Demografia
Segundo o censo nacional de 2010, a sua população é de 29 926 habitantes e sua densidade populacional é de 933,32 hab/km². Possui 11 123 residências, que resulta em uma densidade de 346,90 residências/km².